# Commodore 16
El Commodore 16 va ser un microordinador de 8 bits (membre de la sèrie Commodore 264) amb un microprocessador 6502-compatible llançat el 1984 per la Commodore Business Machines. Va ser pensat com um ordinador per a principiants, per a reemplaçar el VIC-20, i va ser venut amb freqüència per 99 US$. Una versió de baix cost, el Commodore 116, va ser venuda exclusivament a Europa.

## Especificacions tècniques
| Parts          | Especificacions | Especificacions |
| -------------- | --- | --------------- |
| UCP            | MOS Technology 7501 a 0,89 MHz o 1,76 MHz |                 |
| RAM            | 16 KiB — 64 KiB (màx.) |                 |
| ROM            | 32 KiB |                 |
| Teclat         | mecànic, 66 tecles |                 |
| Monitor        | televisor o monitor RGB; mode text: 40 x 25 caràcters; modes gràfics: 320 x 200/320 x 160 (amb 5 línies de text)/160 x 200/160 x 160 (amb 5 línies de text) pixels; 121 colors |                 |
| So             | dos canals, 4 octaves i «soroll blanc» |                 |
| Ports          | 1 port de cartutx, ports de casset, 1 port sèrie, 2 ports de joystick |                 |
| Emmagatzematge | casset o disquetera VIC-1541 (5,25", 170 KiB) |                 |